# Pyrinia helvaria
Pyrinia helvaria là một loài bướm đêm trong họ Geometridae.